# لیپیتسا (لهستان)
لیپیتسا (به لاتین: Lipica) یک روستا در لهستان است که در گمینا سنپوپول واقع شده‌است.